# استلیانو فلیپ
استلیانو فلیپ (رومانیایی: Steliano Filip؛ زادهٔ ۱۵ مهٔ ۱۹۹۴) بازیکن فوتبال اهل رومانی است.
از باشگاه‌هایی که در آن بازی کرده‌است می‌توان به دینامو بخارست اشاره کرد.
وی همچنین در تیم ملی فوتبال رومانی بازی کرده‌است.